# Alchemilla citrina
Alchemilla citrina är en rosväxtart som beskrevs av Fröhner. Alchemilla citrina ingår i släktet daggkåpor, och familjen rosväxter. Inga underarter finns listade i Catalogue of Life.